# Sonja fra Saxogade
Sonja fra Saxogade er en dansk børne-tv-serie i oprindeligt 4 afsnit, der blev produceret af Nordisk Film for DR i 1968. Serien er instrueret af Jytte Hauch-Fausbøll, der også har skrevet manuskriptet. Året efter kom der en ny sæson, hvor serietitlen dog var blevet ændret til Sonja på Bornholm (4 afsnit) og Sonjas Jul (1 afsnit, 1969).
Serien udspiller sig i Saxogade på Vesterbro i København, hvor hovedpersonen Sonja (Sonja Sander Jacobsen) lever med sin familie. Hun hænger ofte på sine to søskende, lillebroderen Bjarne og søsteren Heidi. Moderen (Jytte Abildstrøm) er noget distræt og kommanderer gerne med hende. Sonja er ikke som de andre piger – men med et voldsomt ordforråd og fart over feltet klarer hun skærene.
Hele Sonja (fra Saxogade) og Sonja på Bornholm kan ses på DR Bonanza

## Medvirkende

### Sonja fra Saxogade
| Rolle      | Skuespiller               | Karakterbeskrivelse                      |
| ---------- | ------------------------- | ---------------------------------------- |
| Sonja      | Sonia Maria Sander        | Sonja fra Saxogade                       |
| Norma      | Jytte Abildstrøm          | Sonjas mor                               |
| Mutter Fit | Bodil Udsen               | Lokal grønthandler m.m.                  |
| Frede      | Freddy Fræk               | Vinduespudser og Normas kæreste          |
| Heidi      | Heidi Weber               | Sonjas lillesøster                       |
| Bjarne     | Bjarne (ukendt efternavn) | Sonjas lillebror                         |
| Julie      | Julie Lund-Hansen         | Sonjas veninde                           |
| Gladys     | Gertie Jung               | Normas underbo og veninde                |
| Kaj        | Flemming Quist Møller     | Gladys ven; motorcyklist                 |
| Egon       | Carsten Overskov          | Helgas ven; cyklist; kender Frede og Kaj |

### Nye karakterer i Sonja på Bornholm
| Rolle                   | Skuespiller          | Karakterbeskrivelse           |
| ----------------------- | -------------------- | ----------------------------- |
| Hr. Møller              | Thomas Winding       | Kasketdesigner                |
| Hr. Christian Kragemose | Jesper Klein         | Sommerfuglesamler             |
| Onkel Fusser            | Poul Hauch-Fausbøll  | Julies onkel                  |
| Søren                   | Søren Hauch-Fausbøll | Julies fætter                 |
| Fru Anker               | Gunver Harild        | Bornholmer, som Sonja bor hos |

## Afsnit
Sonja (1968)
1. Jeg har glemt de små
2. Vi skal låne en hund!
3. Vi skal ha' vinduespudser
4. Ham, Frede!

Sonja på Bornholm (1969)
1. Brev fra Julie
2. Fru Anker får en overraskelse
3. Brev fra mor
4. Så er det midsommer

## Fodnoter
1. ↑  egentlig kun benævnt Sonja
2. ↑  30 minutter, tilgængelig på DRTV december 2023 - 7. januar 2024; Slutrulletekst: "B&U-afdelingen 1969"
3. ↑  dog primært filmet i Absalonsgade, jf. udsigt til sidetårn  på Skydebanemuren gennem port